# Oecetis cinerascens
Oecetis cinerascens är en nattsländeart som först beskrevs av Hagen 1861.  Oecetis cinerascens ingår i släktet Oecetis och familjen långhornssländor. Inga underarter finns listade i Catalogue of Life.